# ميدلبوري (كونيتيكت)
ميدلبوري (بالإنجليزية: Middlebury, Connecticut)‏ هي بلدة أمريكية تقع في الولايات المتحدة في كونيتيكت. يقدر عدد سكانها بـ 7,575 نسمة ومساحتها 47.9 كم2 وترتفع عن سطح البحر 217 متر.

## أعلام
- ألفين برونسون
- إسحاق برونسون
- بينيت تايلر